# 般若院水库
般若院水库是中国河北省唐山市遵化市境内的一座水库，位于蓟运河系沙河上，建于1960年。水库正常库容为2430万立方米，集雨面积为130平方千米，海拔为100米。